# Кантарія Мелітон Варламович
Мелітон Варламович Кантарія (нар. 5 жовтня 1920 — 26 грудня 1993) — Герой Радянського Союзу (1946), один з учасників встановлення прапору Перемоги на даху будівлі Рейхстагу в Берліні вранці 1 травня 1945 року.

## Життєпис
Народився в селі (нині місто) Джварі у селянській родині. Грузин за національністю. До призову в Червону Армію працював в колгоспі.
У РСЧА з 1940 року.
У боях німецько-радянської війни з грудня 1941 року. Був розвідником 756-го стрілецького полку 150-ї стрілецької дивізії 3-ї ударної армії 1-го Білоруського фронту.
Разом з сержантом М. О. Єгоровим поставив Прапор Перемоги на даху Рейхстагу під час битви за Берлін. Групою керував молодший лейтенант О. П. Берест. За встановлення прапора Указом Президії Верховної Ради СРСР від 8 травня 1946 було присвоєно звання Героя Радянського Союзу з врученням Ордена Леніна і відзнаки медаль «Золота Зірка» за № 7090.
Демобілізувавшись у 1946 році, повернувся на батьківщину, працював в колгоспі, займався дрібною торгівлею. Потім оселився в Сухумі, столиці Абхазької АРСР, де працював директором магазину. У 1947 році вступив у ВКП(б). Був депутатом Верховної Ради Абхазької АРСР.
У 1992 році Мелітона Кантарію було позбавлено почесного громадянина Берліну.
Під час грузино-абхазького конфлікту був змушений у вересні 1993 року покинути свій будинок, який знищили повністю російські військові (включно з особистими фронтовими документами та фотографіями), і перебратися в Тбілісі, а потім до Москви, по дорозі куди і помер. Похований в Джварі Цаленджиського району Грузії.

## Родина
Правнук — Георгій Кантарія, російський військовий. З 2022 року бере участь у російсько-українській війні, доставляючи все необхідне на фронт (здебільшого це 3D-принтери для операторів БПЛА) та піднімаючи прапори Росії та «ДНР» над населеними пунктами Донецької області.

## Цікаві факти
На широко відомому постановочному фотознімку кореспондента ТАРС Євгена Халдея «Прапор Перемоги над Рейхстагом» 2 травня 1945 відображені Абдулхакім Ісмаїлов, Олексій Ковальов та Леонід Горичі.